# Arcadian Atlas
Arcadian Atlas es un videojuego de rol táctico desarrollado por Twin Otter Studios y publicado en 2023 por Serenity Forge. Está inspirado en Final Fantasy Tactics y tiene gráficos retro pixel art.

## Trama
Después de envenenar al rey de Arcadia, la reina Venezia, hambrienta de poder, declara ilegítimas a las princesas Lucrecia y Annalise y toma el poder. Después de que Lucrecia se enfrenta a Venecia, es exiliada y huye. Los jugadores controlan a dos soldados, Vashti y Desmond, a quienes se les ordenó escoltar a Annalise a un monasterio y pronto comenzar a navegar en la intriga real.

## Gameplay
Los jugadores participan en combates tácticos por turnos en una cuadrícula. Pueden controlar hasta cinco personajes en combate. Inicialmente hay cuatro clases de personajes disponibles, pero se pueden desbloquear un total de diez. Cada clase tiene un árbol de habilidades y los personajes pueden cambiar de clase. Hacerlo hace que dejen de progresar en su clase anterior, lo que limita su progresión a la nueva. Los personajes recién reclutados se pueden personalizar y tener la misma cantidad de habilidades que otros personajes del grupo.

## Desarrollo
Twin Otter Studios fue fundado por los hermanos Taylor y Becca Bair. Viven en Texas. Se inspiraron en Final Fantasy Tactics y utilizaron RPG Maker MV como base para crear un homenaje. Taylor hizo el trabajo de historia y animación, Becca hizo el pixel art, Paddy Otterness hizo la programación y Moritz PG Katz fue el compositor de la banda sonora y los efectos de sonido. Financiaron colectivamente Arcadian Atlas a través de Kickstarter en 2016. Estaba sólo a mitad de camino hasta sus últimos dos días, cuando alcanzó su objetivo de 90.000 dólares.  Durante el desarrollo, Becca aceptó un trabajo independiente por dinero adicional. El desarrollo de Arcadian Atlas se incluyó en el documental Surviving Indie de 2016. Serenity Forge se lanzó para Linux, macOS y Windows el 27 de julio de 2023. Está previsto que los ports para PlayStation 4 y 5, Xbox One y Series X/S y Nintendo Switch se lancen el 30 de noviembre de 2023.

## Recepción
Arcadian Atlas recibió críticas mixtas en Metacritic. RPGamer lo recomendó a los fanáticos de los juegos de rol tácticos por turnos y los juegos independientes. Dijeron que el combate es fácil pero elogiaron el enfoque del juego en la narrativa. RPGFan lo llamó "un SRPG sólido y conciso elaborado con mucho corazón". RPGSite dijo que es "mediocre pero competente" y que no logra capitalizar eficazmente sus ideas. Criticaron la historia, la perspectiva fija de la cámara y lo que sintieron que era un combate desequilibrado, aunque dijeron que los fanáticos del género pueden disfrutar de Arcadian Atlas si están dispuestos a perdonar algunos problemas en el primer juego de un nuevo desarrollador.